# Cofana yasumatsui
Cofana yasumatsui är en insektsart som beskrevs av Young 1979. Cofana yasumatsui ingår i släktet Cofana och familjen dvärgstritar. Inga underarter finns listade i Catalogue of Life.